# کانتوآ کریک (کالیفرنیا)
کانتوآ کریک (به انگلیسی: Cantua Creek) یک منطقهٔ مسکونی در ایالات متحده آمریکا است که در شهرستان فرسنو، کالیفرنیا واقع شده‌است. کانتوآ کریک ۹٫۸۳۳ کیلومتر مربع مساحت و ۴۶۶ نفر جمعیت دارد و ۹۰ متر بالاتر از سطح دریا واقع شده‌است.